# 高林村镇
高林村镇，是中华人民共和国河北省保定市徐水区下辖的一个乡镇级行政单位。

## 行政区划
高林村镇下辖以下地区：
高林村、高林营村、小庄村、大庄村、袁家坟村、冯庄村、候家窑村、丁庄村、郎五庄村、翟庄村、马庄村、申庄村、南庄头村、肖金营村、田村铺村、白塔铺村、站里村、何庄村、麒麟店村、小辛庵村、六里铺村和大午集团社区。